# László Csongrádi
László Csongrádi est un escrimeur hongrois née le 5 juillet 1959 à Budapest.

## Carrière
László Csongrádi participe à l'épreuve de sabre par équipe lors des Jeux olympiques d'été de 1988 à Séoul et remporte avec ses partenaires hongrois Imre Gedővári, Bence Szabó, György Nébald et Imre Bujdosó la médaille d'or. Il remporte ensuite aux Championnats du monde d'escrime 1990 à Lyon la médaille d'argent par équipe.